# Oklahoma City Thunder 2013-2014
La stagione 2013-14 dei Oklahoma City Thunder fu la 47ª nella NBA per la franchigia.
Gli Oklahoma City Thunder vinsero la Northwest Division della Western Conference con un record di 59-23. Nei play-off vinsero il primo turno con i Memphis Grizzlies (4-3), la semifinale di conference con i Los Angeles Clippers (4-2), perdendo poi la finale di conference con i San Antonio Spurs (4-2).

## Roster
| N° | Naz.                   | Ruolo | Sportivo          | Anno | Alt. | Peso |
| -- | ---------------------- | ----- | ----------------- | ---- | ---- | ---- |
| 0  | Stati Uniti (bandiera) | G     | Russell Westbrook | 1988 | 191  | 85   |
| 2  | Stati Uniti (bandiera) | A     | Caron Butler      | 1980 | 201  | 98   |
| 3  | Stati Uniti (bandiera) | A     | Perry Jones       | 1991 | 211  | 106  |
| 4  | Stati Uniti (bandiera) | AC    | Nick Collison     | 1980 | 206  | 116  |
| 5  | Stati Uniti (bandiera) | C     | Kendrick Perkins  | 1984 | 208  | 121  |
| 6  | Stati Uniti (bandiera) | G     | Derek Fisher      | 1974 | 185  | 91   |
| 7  | Stati Uniti (bandiera) | G     | Royal Ivey        | 1981 | 191  | 91   |
| 8  | Stati Uniti (bandiera) | A     | Ryan Gomes        | 1982 | 201  | 113  |
| 9  | Spagna (bandiera)      | A     | Serge Ibaka       | 1989 | 208  | 107  |
| 11 | Stati Uniti (bandiera) | G     | Jeremy Lamb       | 1992 | 198  | 81   |
| 12 | Stati Uniti (bandiera) | C     | Steven Adams      | 1993 | 213  | 113  |
| 14 | Stati Uniti (bandiera) | A     | Reggie Williams   | 1986 | 198  | 95   |
| 15 | Stati Uniti (bandiera) | P     | Reggie Jackson    | 1990 | 191  | 94   |
| 21 | Stati Uniti (bandiera) | A     | André Roberson    | 1991 | 201  | 95   |
| 22 | Stati Uniti (bandiera) | G     | Mustafa Shakur    | 1984 | 191  | 86   |
| 25 | Svizzera (bandiera)    | GA    | Thabo Sefolosha   | 1984 | 196  | 98   |
| 34 | Tanzania (bandiera)    | C     | Hasheem Thabeet   | 1986 | 221  | 122  |
| 35 | Stati Uniti (bandiera) | A     | Kevin Durant      | 1988 | 206  | 104  |

## Staff tecnico
- Allenatore: Scott Brooks
- Vice-allenatori: Robert Pack, Brian Keefe, Mark Bryant, Rex Kalamian, Mike Terpstra
- Preparatore atletico: Joe Sharpe
- Preparatore fisico: Dwight Daub